# 페리노 델 바가

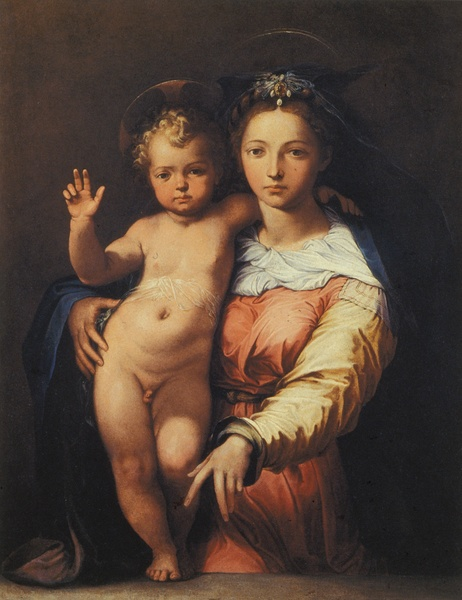
페리노 델 바가, 《성모자》, 캔버스에 유채, 로마 몬테치토리오궁 소장.

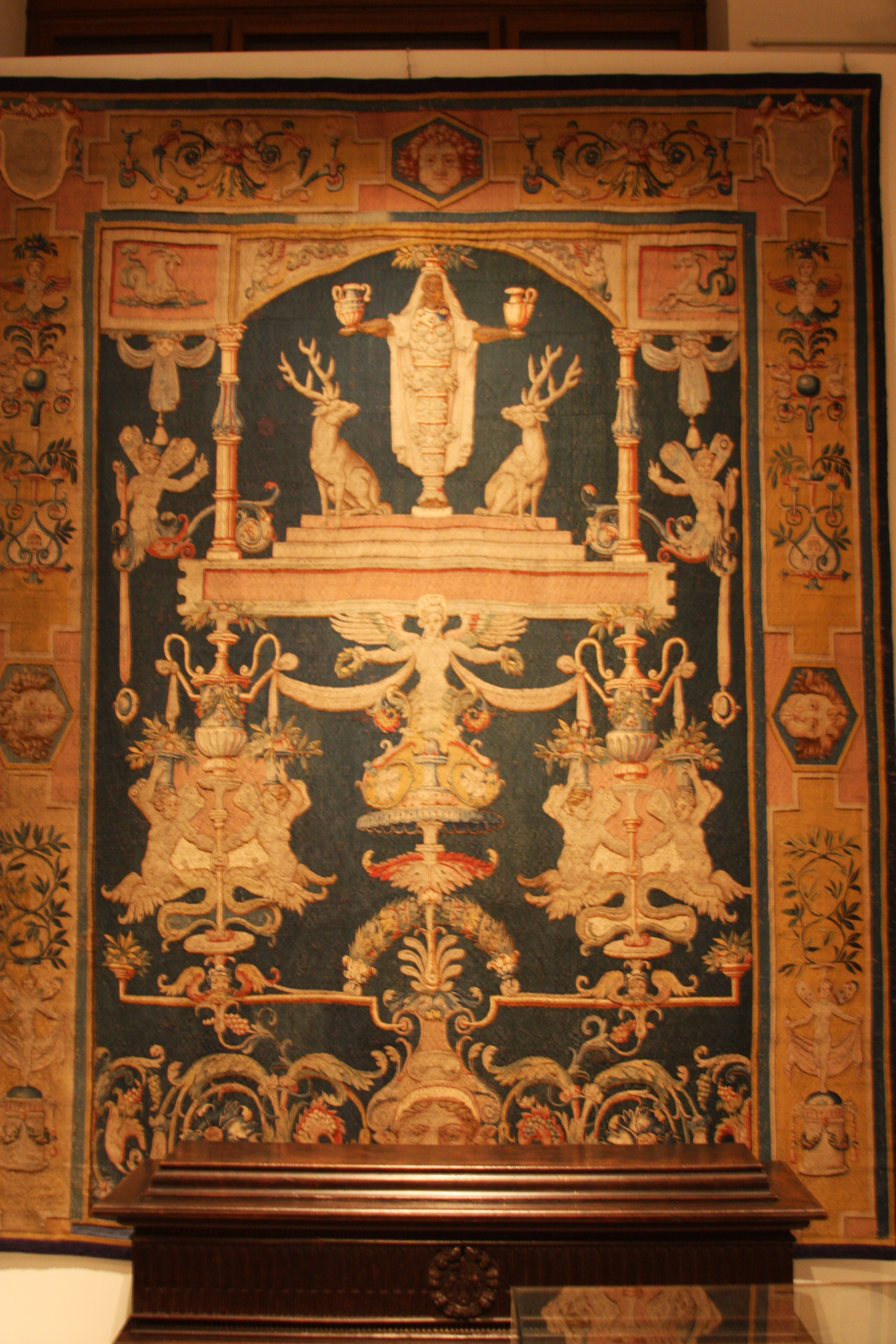
《에페소의 디아나》를 주제로 한 브뤼셀 태피스트리, 페리노 델 바가, 1545년.

피에로 보나코르시(Piero Bonaccorsi, 1501년~1547년 10월 19일), 흔히 페리노 델 바가(Perino 또는 Perin del Vaga)로 알려진 그는 후기 르네상스/매너리즘 시대의 이탈리아 화가이자 드로잉 화가이다.

## 생애
페리노는 피렌체 인근에서 태어났다. 그의 아버지는 도박으로 재산을 탕진하고, 샤를 8세의 침공군에 입대해 군인이 되었다. 그의 어머니는 페리노가 생후 두 달 되었을 때 사망했고, 이후 아버지의 두 번째 아내에게 양육되었다. 처음에는 약재상에게 견습생으로 들어갔지만 곧 평범한 화가 안드레아 데 체리의 밑으로 들어갔고, 11세 때는 리돌포 기를란다요에게 배웠다.
페리노는 기를란다요의 가장 재능 있는 제자 중 하나였다. 또 다른 평범한 화가이자 토스카넬라 출신인 바가라는 인물이 그를 로마에 정착시키기로 했다. 마침내 로마에 도착했을 때, 페리노는 완전히 빈털터리였으며, 장식업자들을 위한 하청 일 외에는 뚜렷한 전망도 없었다. 그러던 중 바티칸에서 라파엘로가 맡은 작업의 하부 작업 일부를 맡게 되었다. 그는 조반니 다 우디네와 함께 바티칸 로지아의 스투코 및 아라베스크 장식 작업을 도왔고, 라파엘로의 성경으로 알려진 작고 정교한 성경 주제 그림들 중 일부를 직접 그렸다. 이들은 라파엘로가 도안을 제공하고 페리노가 채색한 것이다.
그가 작업한 작품으로는 《아브라함과 이삭》, 《천사와 씨름하는 야곱》, 《요셉과 형제들》, 《요르단 강을 건너는 히브리인들》, 《여리고의 함락과 점령》, 《태양아 멈추라》, 《그리스도의 탄생》, 《세례》, 《최후의 만찬》 등이 있다. 이들 중 일부는 청동색 채색으로, 일부는 풀컬러로 채색되었다. 또한 그는 라파엘로의 도안을 따라 보르자 궁의 대홀에 행성들의 형상도 그렸다. 페리노는 곧 라파엘로의 주요 조수로 간주되었으며, 줄리오 로마노 다음으로 중요한 인물이 되었다.
페리노는 라파엘로를 매우 존경하며 따랐다. 그의 단독 작품으로는 도시 중심에 있는 고귀한 건축물인 팔라초 발다시니(1520~1522년)의 홀, 그리고 산토 스테파노 델 카꼬 교회의 《피에타》가 있다.
라파엘로가 1520년에 사망하고 1523년에 흑사병이 퍼지면서 페리노에게는 어려운 시기가 닥쳤다. 그는 피렌체로 돌아가 로소 피오렌티노와 친해졌으며, 《1만 명의 순교자들》이라는 뛰어난 도안도 제작했지만 현재는 유실되었다.

## 제노바에서의 작업
1527년, 안드레아 도리아는 새로 재건된 프린치페 별장을 장식하게 하려고 페리노를 제노바로 초청했다. 작업은 1529년에 시작되었고, 페리노는 만투아의 팔라초 델 테에서 줄리오 로마노가 사용했던 양식을 따른 양식을 채택했다. 완성된 별장은 신화 및 역사 주제의 프레스코화, 우아하고 환상적인 아라베스크 장식, 그리고 스투코 조각 장식들로 이루어져 있었다. 주요 작품으로는 《신들과 거인들의 전쟁》, 《다리를 방어하는 호라티우스 코클레스》, 《무티우스 스카에볼라의 용기》 등이 있다. 가장 중요한 작품이었던 《아이네이아스의 난파》는 현재 전해지지 않는다. 페리노는 수많은 제단화와 태피스트리 도안도 제작했고, 제노바에서 준(準) 로마파 예술 경향을 빠르게 형성했다. 그는 피사에도 두 차례 방문해 대성당에서 몇 점을 그리기 시작했다.
1년 후, 페리노는 로마로 돌아와 트리니타 데이 몬티 성당의 푸치 예배당에 프레스코화를 그렸다. 교황 바오로 3세는 그에게 정기 급여를 지급했다. 그는 라파엘로의 여러 작품을 복원했으며, 산탄젤로성의 파올리나 예배당과 다른 여러 홀들, 산 마르첼로 교회의 몇몇 프레스코, 바티칸의 세냐투라의 방에서 모노크롬 회화, 시스티나 경당용 카르툰(밑그림) 등을 제작했다.
페리노는 바오로 3세가 시작한 살라 레알레(Sala Reale)의 장식 작업에 참여하던 중, 1547년 10월 19일 로마에서 사망했다. 그는 판테온에 묻혔다. 그의 카스텔 산탄젤로 작업은 제자 펠레그리노 티발디가 이어받았다.

## 평가와 유산
델 바가의 화풍은 생동감과 우아함으로 유명했다. 그의 회화는 로마 라파엘로 전통과 피렌체 초기 매너리즘 사이를 이어주는 데 중요한 역할을 했다. 그는 라파엘로와 안드레아 델 사르토의 양식을 조화롭게 결합했다. 그의 작품은 생전에도 많이 판화로 제작되었다. 그의 주요 조수로는 다니엘레 다 볼테라, 지롤라모 시촐란테 다 세르모네타, 루치오 로마노, 마르첼로 베누스티(일명 일 만토바노) 등이 있다.

## 참고 문헌
- Freedberg, Sydney J. (1993).  Pelican History of Art, 편집. 《Painting in Italy, 1500–1600》. Penguin Books. 254–259쪽.
- 본 문서에는 현재 퍼블릭 도메인에 속한 브리태니커 백과사전 제11판의 내용을 기초로 작성된 내용이 포함되어 있습니다.